# Nuuk Idraetslag
Nuuk Idraetslag je grenlandsko športsko društvo iz grada Nuuka.
Klub ima više športskih odjeljaka, a najznačajniji su mu nogometni i rukometni odjeljak.

## Uspjesi

### Nogomet
- Prvaci: 
  - prvaci: 1981., 1985., 1986., 1990., 1997.
  - doprvaci: -
  - treći: 1984., 1989., 1994.

- Prvakinje
  - prvakinje: 2001., 2002., 2004., 2005.
  - doprvakinje:  1997., 1998., 1999., 2003.

### Rukomet
- Prvaci :
  - 1978., 1991., 1994., 1995., 1996., 1997., 1998., 1999., 2001., 2002., 2004.